# Felleskjøpet Agri
Felleskjøpet Agri er et norsk landbrugs- og grovvareselskab, der er ejet af 37.500 norske landmænd. I 2023 havde Felleskjøpet Agri en omsætning på 20,5 mia. norske kroner og 4.301 ansatte. Virksomheden handler med korn, foder, maskiner og landbrugsartikler til norske landmænd. De har ca. 100 butikker i Norge med forskellige artikler til private og erhverv. I Sverige ejer de Granngården, som også har over 100 butikker til samme målgruppe. Officielt blev Felleskjøpet stiftet 5. februar 1896.